# بشكير ألماني
البشكير الألماني (بالإنجليزية:Bashkeer Aligmani) هو قطعة قماش قطنية سوداء بقياس 30 سم × 90 سم، ترتديه النساء كغطاء للرأس في بعض البلدات في منطقة حوران ، وتحديداً في الرمثا في شمال الأردن. يتميز بتصاميمه المزركشة ذات الأزهار الملونة.
ويعتقد أنه تم جلبه من ألمانيا في السبعينيات عندما اعتاد العديد من أهالي الرمثا على إستيراد سيارات مرسيدس-بنز مستعملة من ألمانيا.